# Concert voor vier gitaren en orkest
Het Concert voor vier gitaren en orkest is een compositie van Leonardo Balada. Het werk is terug te voeren op zijn eerdere compositie Apuntes voor gitaarkwartet. Beide werken zijn geschreven in de hedendaagse stijl binnen de klassieke muziek van de 20e eeuw. Het werk kent wel de driedelige opzet, de delen zijn kortweg genummerd I, II en III. I is als een canon opgebouwd en verwijst naar de barok. II is bedoeld als weergave van een muziekdoos, III is het intense en virtuoze deel.
De eerste uitvoering werd tijdens het seizoen 1977/1978 gegeven door het gitaarkwartet Tarragó, begeleid door het Orquestra Symfónica de Barcelona onder leiding van Antoni Ros Marbá.
Balada orkestreerde het voor:
- 4 gitaren
- 2 dwarsfluiten, 1 hobo, 1 klarinet, 2 fagotten
- 2 hoorns, 2 trompetten
- percussie, piano
- violen, altviolen, cello's, contrabassen